# 망상웨이브페스티벌
망상웨이브페스티벌은 매년 망상해수욕장을 찾는 피서객을 위하여 개최한 축제이다.

## 개요
매년 여름 피서객들로 붐비는 망상해수욕장에서 더욱 즐거운 피서를 즐길 수 있는 해변축제가 개최된다. 더위를 잊을 수 있는 다양한 프로그램이 계획되어 있는 망상해변축제는 즐겁게 관람할 수 있는 다양한 콘서트와 공연을 비롯하여 참여 프로그램, 체험 프로그램이 준비되어 있다.
망상웨이브페스티벌은 매년 망상해수욕장 특설무대에서 개최한다.
- 개최일시: 7월 말~8월 초
- 행사장소: 망상해수욕장 내 특설무대
- 행사내용: 초청공연, 직장인밴드 콘서트 등

## 주변 명소
- 망상해수욕장
- 망상오토캠핑리조트
- 묵호등대
- 논골담길